# Hordeum lagunculciforme
Hordeum lagunculciforme là một loài thực vật có hoa trong họ Hòa thảo. Loài này được (Bachteev) Nikif. mô tả khoa học đầu tiên năm 1968.